# Jaden McDaniels
Jaden McDaniels (ur. 29 września 2000 w Federal Way) – amerykański koszykarz, występujący na pozycji silnego skrzydłowego, obecnie zawodnik Minnesota Timberwolves.
W 2019 wystąpił w meczach gwiazd amerykańskich szkół średnich − McDonald’s All-American, Jordan Brand Classic. Został też wybrany najlepszym zawodnikiem szkół średnich stanu Waszyngtonu (Washington Gatorade Player of the Year) oraz zaliczony do II składu Naismith High School All-American. W tym samym roku poprowadził swoją szkolną drużynę do trzeciego miejsca, podczas mistrzostw stanu klasy 4A. Był też dwukrotnie zaliczany do składów All-State.

## Osiągnięcia
Stan na 1 czerwca 2023.
NBA
- Zaliczony do II składu defensywnego NBA (2024)[3]
- Uczestnik miniturnieju Clorox Rising Stars (2022)[4]